# Залесье (Камень-Каширский район)
Зале́сье (укр. Залісся) — село в Сошичненской сельской общине Камень-Каширского района Волынской области Украины.
Население по переписи 2024 года составляет 1159 человек. Почтовый индекс — 264530. Телефонный код — 3357. Занимает площадь 46,14 км².